# Вал (деталь машин)

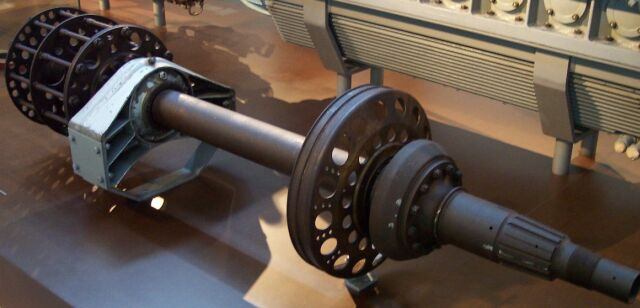
Приводной вал воздушного винта самолёта

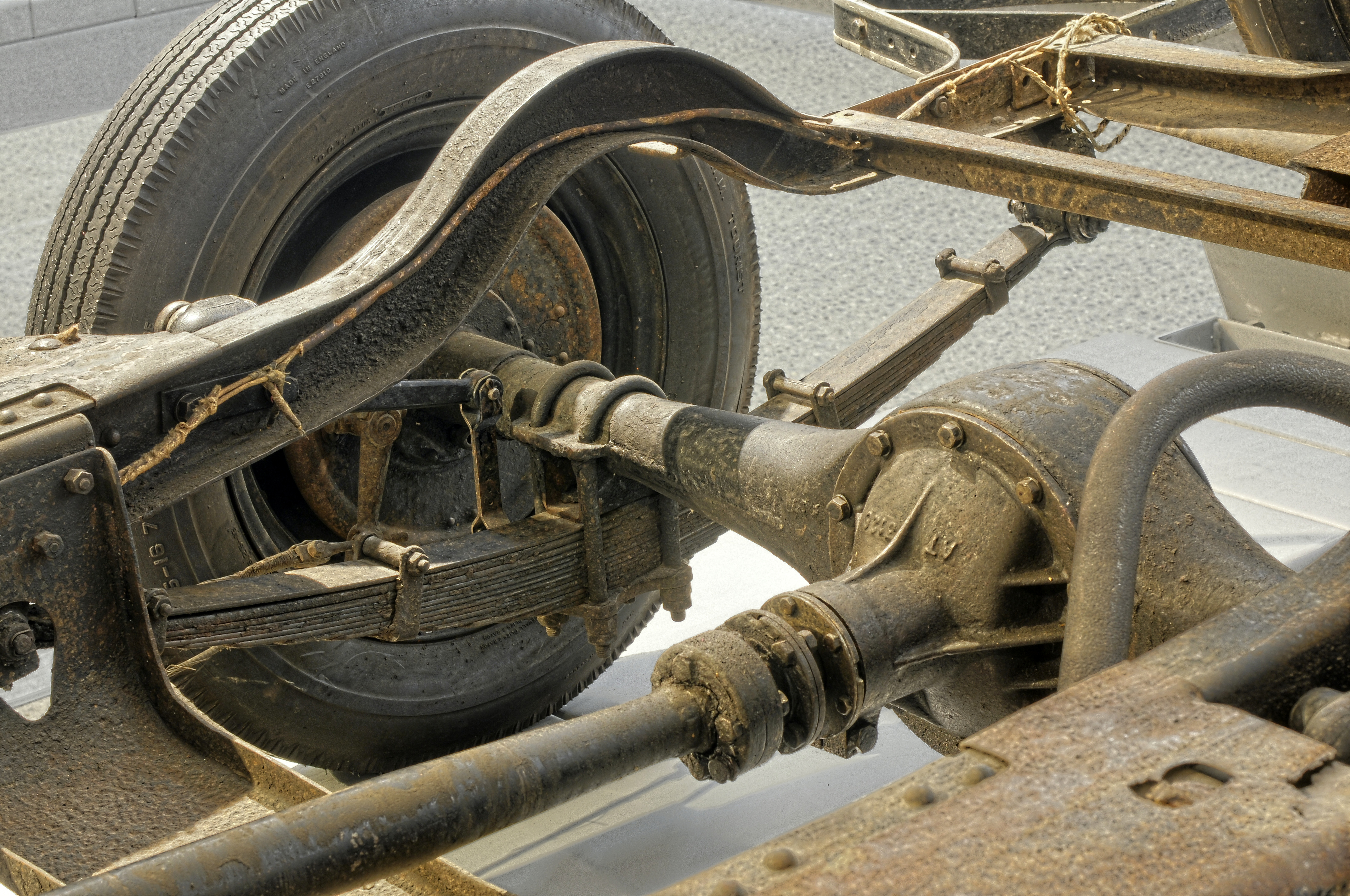
Škoda 422, карданный вал к заднему мосту

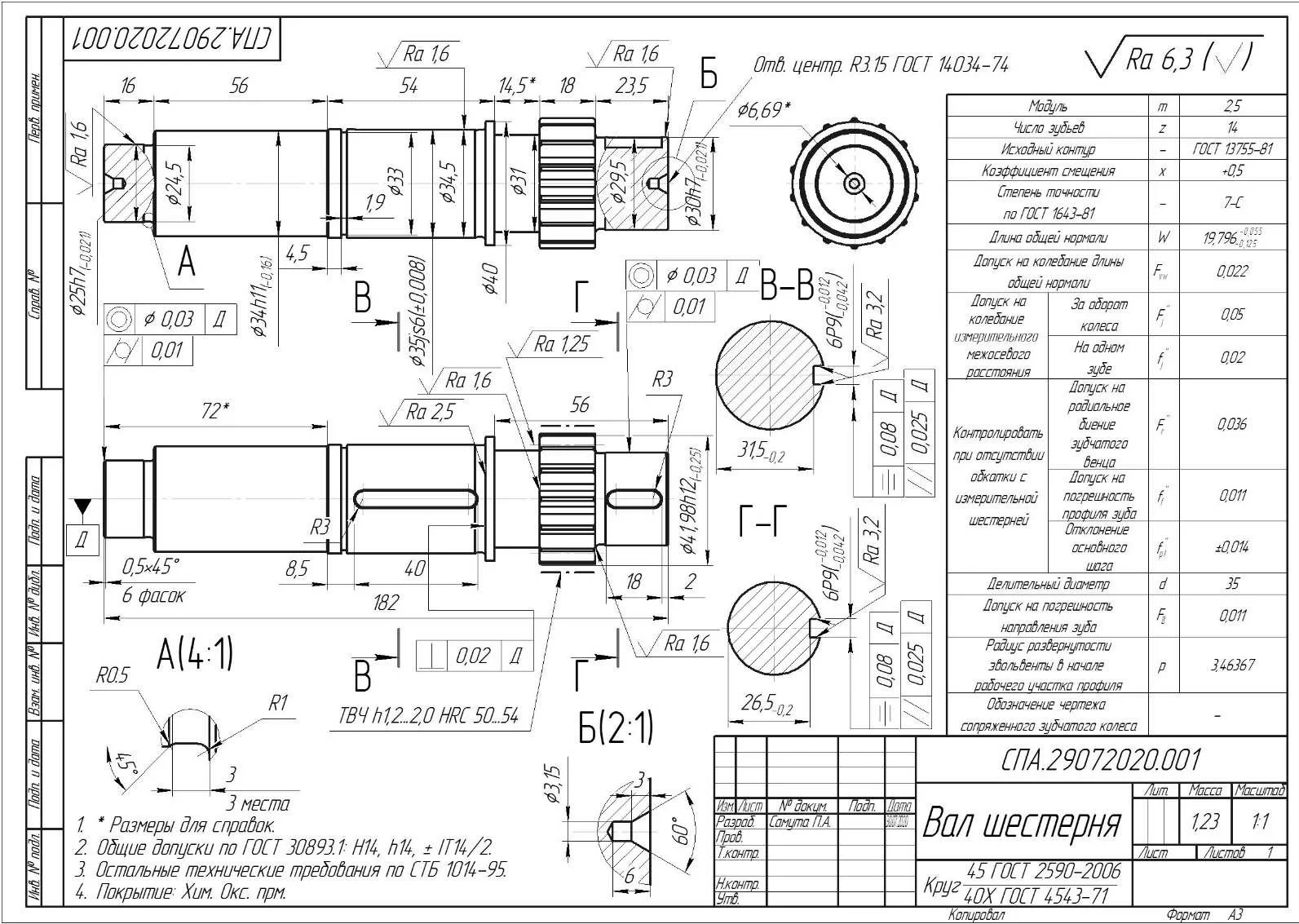
Чертеж Вал

Вал — трубчатая деталь машины, предназначенная для передачи крутящего момента и восприятия действующих сил со стороны расположенных на нём деталей и опор. Широко применяются в различных отраслях  —  в горно-добывающей промышленности, на производстве бумаги, картона, металлопроката, пленки, металлической упаковки, текстиля, в полиграфии и др.

## Классификация
- По назначению:
  - транспортные (направляющие, передающие);
  - прессовые;
  - красконаносящие (лакирующие);
  - отжимные;
  - наматывающие;
  - направляющие.

- По форме геометрической оси:
  - прямые;
  - эксцентриковые (кривошипные);
  - гибкие.
- По форме:
  - гладкие;
  - ступенчатые;
  - полые.
- По типу поверхности:
  - металлические;
  - покрытые резиной, полиуретаном, композитным или другим материалом;
- По типу геометрии рабочей части:
  - цилиндрические;
  - параболические;
  - гиперболические;
  - конические;
  - с выступами;
  - с нарезкой;
- По конструктивным признакам:
  - карданные.